# Glow in the Dark Tour
Glow in the Dark Tour é uma digressão mundial do cantor Kanye West, que incluiu as participações de Rihanna, Lupe Fiasco, N.E.R.D e Nas. Começou a 16 de abril de 2008 em Seattle, Washington, viajando pela América Latina, Ásia, Europa, Nova Zelândia e Austrália até ao início de dezembro.
A digressão teve participações especiais e surpresa de artistas como, Girls Aloud, Gnarls Barkley e Jay-Z.
Chris Brown também fez algumas aparições em alguns dos concertos, para cantar com Rihanna, o remix do single "Umbrella", e como dançarino com os N.E.R.D., em países diferentes.

## Aberturas
Rihanna (Norte da América)
Jay-Z (Locais selecionados)
N.E.R.D (Norte da América)
Chris Brown (Locais selccionados)
Lupe Fiasco (Locais selecionados)

## Datas

### Norte da América
| 16 de abril de 2008 | Seattle             | Estados Unidos       | Key Arena                           |
| 18 de abril de 2008 | Sacramento          | Estados Unidos       | ARCO Arena                          |
| 19 de abril de 2008 | San Jose            | Estados Unidos       | HP Pavilion                         |
| 20 de abril de 2008 | San Diego           | Estados Unidos       | San Diego Sports Arena              |
| 21 de abril de 2008 | Los Angeles         | Estados Unidos       | Nokia Theatre                       |
| 22 de abril de 2008 | Los Angeles         | Estados Unidos       | Nokia Theatre                       |
| 24 de abril de 2008 | Tucson              | Estados Unidos       | McKale Center                       |
| 25 de abril de 2008 | Las Vegas           | Estados Unidos       | Red Rock Casino                     |
| 26 de abril de 2008 | Albuquerque         | Estados Unidos       | Journal Pavilion                    |
| 27 de abril de 2008 | Denver              | Estados Unidos       | Pepsi Center                        |
| 29 de abril de 2008 | Oklahoma City       | Estados Unidos       | Ford Center                         |
| 30 de abril de 2008 | Austin              | Estados Unidos       | Frank Erwin Center                  |
| 1 de maio de 2008   | Dallas              | Estados Unidos       | SuperPages.com Center               |
| 2 de maio de 2008   | Houston             | Estados Unidos       | Cynthia Woods Mitchell Pavilion     |
| 4 de maio de 2008   | Atlanta             | Estados Unidos       | Gwinnett Arena                      |
| 5 de maio de 2008   | Tampa               | Estados Unidos       | Ford Amphitheatre                   |
| 6 de maio de 2008   | Miami               | Estados Unidos       | American Airlines Arena             |
| 8 de maio de 2008   | Charlotte           | Estados Unidos       | Time Warner Cable Arena             |
| 9 de maio de 2008   | Raleigh             | Estados Unidos       | Walnut Creek Amphitheatre           |
| 10 de maio de 2008  | Bristow             | Estados Unidos       | Nissan Pavilion                     |
| 11 de maio de 2008  | Virginia Beach      | Estados Unidos       | Verizon Wireless Amphitheatre       |
| 13 de maio de 2008  | Nova Iorque         | Estados Unidos       | Madison Square Garden               |
| 15 de maio de 2008  | Mansfield           | Estados Unidos       | Comcast Center                      |
| 16 de maio de 2008  | Hartford            | Estados Unidos       | New England Dodge Music Center      |
| 17 de maio de 2008  | Camden              | Estados Unidos       | Susquehanna Bank Center             |
| 18 de maio de 2008  | Scranton            | Estados Unidos       | Toyota Pavilion at Montage Mountain |
| 20 de maio de 2008  | Montreal            | Canadá               | Bell Centre                         |
| 21 de maio de 2008  | Toronto             | Canadá               | Molson Amphitheatre                 |
| 22 de maio de 2008  | Auburn Hills        | Estados Unidos       | The Palace of Auburn Hills          |
| 23 de maio de 2008  | Chicago             | Estados Unidos       | United Center                       |
| 24 de maio de 2008  | Chicago             | Estados Unidos       | United Center                       |
| 25 de maio de 2008  | Fargo               | Estados Unidos       | Fargodome                           |
| 26 de maio de 2008  | Winnipeg            | Canadá               | MTS Centre                          |
| 27 de maio de 2008  | Saskatoon           | Canadá               | Credit Union Centre                 |
| 29 de maio de 2008  | Edmonton            | Canadá               | Rexall Place                        |
| 30 de maio de 2008  | Calgary             | Canadá               | Pengrowth Saddledome                |
| 1 de junho de 2008  | East Rutherford     | Giants Stadium       |                                     |
| 2 de junho de 2008  | Vancouver           | General Motors Place |                                     |
| 3 de junho de 2008  | Portland            | Estados Unidos       | Rose Garden                         |
| 5 de Junho de 2008  | Reno                | Estados Unidos       | Reno Events Center                  |
| 6 de junho de 2008  | San Jose            | Estados Unidos       | HP Pavilion                         |
| 7 de junho de 2008  | Los Angeles         | Estados Unidos       | Staples Center                      |
| 8 de junho de 2008  | Phoenix             | Estados Unidos       | Jobing.com Arena                    |
| 9 de junho de 2008  | West Valley City    | Estados Unidos       | The E Center                        |
| 11 de junho de 2008 | Minneapolis         | Estados Unidos       | Target Center                       |
| 12 de junho de 2008 | Moline              | Estados Unidos       | i Wireless Center                   |
| 14 de junho de 2008 | Manchester          | Estados Unidos       | Bonnaroo Music Festival             |
| Europa              |                     |                      |                                     |
| 25 de junho de 2008 | Stratford-Upon-Avon | Reino Unido          | Global Gathering Festival           |
| Norte da América    |                     |                      |                                     |
| 1 de agosto de 2008 | Cincinnati          | Estados Unidos       | US Bank Arena                       |
| 2 de agosto de 2008 | Chicago             | Estados Unidos       | Grant Park                          |
| 3 de agosto de 2008 | Chicago             | Estados Unidos       | Grant Park                          |
| 5 de agosto de 2008 | Nova Iorque         | Estados Unidos       | Madison Square Garden               |
| 6 de Agosto de 2008 | Nova Iorque         | Estados Unidos       | Madison Square Garden               |
| 7 de agosto de 2008 | Norwich             | Estados Unidos       | Foxwoods                            |

### América Latina
| Data                  | Cidade         | País   | Local                   |
| --------------------- | -------------- | ------ | ----------------------- |
| 17 de Outubro de 2008 | México         | México | Palacio de los Deportes |
| 18 de Outubro de 2008 | Monterrey      | México | Monterrey Arena         |
| 22 de Outubro de 2008 | São Paulo      | Brasil | Ibirapuera Arena        |
| 24 de Outubro de 2008 | Rio de Janeiro | Brasil | Marina da Glória        |

### Ásia
| Data                  | Cidade    | País      | Local                                    |
| --------------------- | --------- | --------- | ---------------------------------------- |
| 29 de Outubro de 2008 | Singapura | Singapura | Singapore Indoor Stadium                 |
| 1 de novembro de 2008 | Pequim    | China     | Beijing Wukesong Culture & Sports Center |
| 3 de novembro de 2008 | Xangai    | China     | Hongkou Stadium                          |

### Europa
| Data                   | Cidade     | País          | Local             | Notas                                                                                                |
| ---------------------- | ---------- | ------------- | ----------------- | --- |
| 8 de Novembro de 2008  | Belfast    | Reino Unido   | Odyssey Arena     | Primeira actuação na Europa                                                                          |
| 9 de Novembro de 2008  | Dublin     | Irlanda       | RDS Simmonscourt  | Actuações de Santogold, Mr Hudson & The Library e Consequence.                                       |
| 11 de Novembro de 2008 | Londres    | Reino Unido   | Arena O2          | Actuações de Mr Hudson & The Library, Santogold e Syren. Estelle cantou "American Boy" com Kanye.    |
| 12 de Novembro de 2008 | Londres    | Reino Unido   | Arena O2          | Actuações de Mr Hudson & The Library, Santogold e Syren. Estelle cantou "American Boy" com Kanye.    |
| 13 de Novembro de 2008 | Newcastle  | Reino Unido   | Metro Radio Arena | Actuações de Mr Hudson & The Library, Melanie Fiona, Kid Cudi, Consequence e Tony Williams.          |
| 14 de Novembro de 2008 | Sheffield  | Reino Unido   | Sheffield Arena   | Actuações de Mr Hudson & The Library, Melanie Fiona, Kid Cudi, Consequence e Tony Williams.          |
| 15 de Novembro de 2008 | Birmingham | Reino Unido   | LG Arena          | Actuações de Mr Hudson & The Library, Melanie Fiona, Kid Cudi, Consequence e Tony Williams.          |
| 16 de Novembro de 2008 | Glasgow    | Reino Unido   | SECC              | Actuações de Mr Hudson & The Library, Melanie Fiona, Kid Cudi, Consequence e Tony Williams.          |
| 17 de Novembro de 2008 | Manchester | Reino Unido   | MEN Arena         | Kid Cudi, Consequence com Tony Williams, Melanie Fiona, Mr Hudson & The Library, Santogold.          |
| 19 de Novembro de 2008 | Oberhausen | Alemanha      | Arena Oberhausen  | Das Labor, Consequence com Tony Williams, Melanie Fiona, Mr Hudson & The Library.                    |
| 20 de Novembro de 2008 | Paris      | França        | Bercy             | The Roots abriram a actuação, Consequence com Tony Williams, Melanie Fiona, Mr Hudson & The Library. |
| 21 de Novembro de 2008 | Bruxelas   | Bélgica       | Forest National   | Actuações Consequence com Tony Williams, Mr Hudson & The Library, Santogold supported                |
| 24 de Novembro de 2008 | Praga      | Chéquia       | O2 arena          | Cancelado                                                                                            |
| 26 de Novembro de 2008 | Roterdão   | Países Baixos | Ahoy              | Actuações de Mr Hudson,Santogold.                                                                    |
| 28 de Novembro de 2008 | Hamburgo   | Alemanha      | Color Line Arena  | |
| 29 de Novembro de 2008 | Viena      | Áustria       | Prater Dome       | Concerto privado                                                                                     |

### Austrália/Nova Zelândia
Actuações de Nas, Scribe, Kid Cudi e Consequence.
| Data                  | Cidade     | País          | Local                         |
| --------------------- | ---------- | ------------- | ----------------------------- |
| 1 de Dezembro de 2008 | Auckland   | Nova Zelândia | Vector Arena                  |
| 2 de Dezembro de 2008 | Wellington | Nova Zelândia | TSB Arena                     |
| 5 de Dezembro de 2008 | Melbourne  | Austrália     | Rod Laver Arena               |
| 6 de Dezembro de 2008 | Sydney     | Austrália     | Acer Arena                    |
| 7 de Dezembro de 2008 | Brisbane   | Austrália     | Brisbane Entertainment Centre |

## Contorvércia da digressão

### Sacramento/Seattle
Uma breve polêmica surgiu quando durante o desempenho em Sacramento, Kanye acidentalmente se refere à cidade como Seattle, o último dos quais ele realizado em apenas dois dias antes. Kanye rapidamente admitiu seu erro e fez um pedido de desculpas aos fãs no seu blog oficial.

### Rihanna abandona a digressão
Foram especulados rumores, que Rihanna tinha abandonado a digressão a 3 concertos do final.
Os rumores foram validados pela Ticketmaster.com que apenas listava N.E.R.D. e Lupe Fiasco para actuarem.